# Hyland Highway
Der Hyland Highway ist eine Fernstraße im Südosten des australischen Bundesstaates Victoria. Er verbindet den Princes Freeway / Princes Highway in Traralgon mit dem South Gippsland Highway in Yarram.

## Verlauf
Der Highway zweigt in Traralgon nach Südosten von Princes Freeway (M1) / Princes Highway (A1) ab und führt in einem Bogen nach Süden, bis er in Yarram auf den South Gippsland Highway (A440) trifft.

## Namensherkunft
Der Highway wurde nach Sir Herbert Hyland, einem bekannten Politiker der Country Party im Gippsland, benannt.

## Wichtige Kreuzungen und Anschlüsse
| Hyland Highway |                                             |                             |                                         |
| Anschlüsse Richtung Norden | Entfernung nach Traralgon (km)              | Entfernung nach Yarram (km) | Anschlüsse Richtung Süden               |
| Ampelkreuzung (im Uhrzeigersinn vom Highway aus) Princes Highway nach Morwell, Warragul und Melbourne (über Freeway) Breed Street Princes Highway nach Sale und Bairnsdale |                                             |                             |                                         |
| Ende Hyland Highway | --                                          | 62,1                        | Beginn Hyland Highway                   |
| EISENBAHNLINIE INS GIPPSLAND | 0                                           | 62                          | EISENBAHNLINIE INS GIPPSLAND            |
| Churchill Bank Street | 0                                           | 62                          | Churchill, Boolarra Bank Street         |
| Traralgon | 0                                           | 62                          | Churchill, Boolarra Bank Street         |
| Anschlüsse Richtung Norden | Entfernung nach Melbourne über Freeway (km) | Entfernung nach Yarram (km) | Anschlüsse Richtung Süden               |
| Morwell, Churchill, Boolarra; Melbourne über Freeway Mattingley Hill Road                                                                                                  | 160,5                                       | 55,5                        | Morwell, Churchill Mattingley Hill Road |
| Callignee Traralgon Creek Road | 160,8                                       | 55,2                        | Callignee Traralgon Creek Road          |
| Carrajung Grand Ridge Road | 186                                         | 30                          | Carrajung Grand Ridge Road              |
| Woodside Carrajung-Woodside Road | 193                                         | 23                          | Woodside Carrajung-Woodside Road        |
| Beginn Hyland Highway | 216                                         | 2                           | Ende Hyland Highway                     |
| Abzweig (im Uhrzeigersinn von Highway aus) South Gippsland Highway nach Longford und Sale South Gippsland Highway nach Yarram und Leongatha                                |                                             |                             |                                         |

## Quelle
- Steve Parish: Australian Touring Atlas. Steve Parish Publishing, Archerfield QLD 2007, ISBN 978-1-74193-232-4, S. 50 (englisch).

- Karte mit allen Koordinaten:
- OSM |
- WikiMap